# Korita (żupania karlowacka)
Korita – wieś w Chorwacji, w żupanii karlowackiej, w gminie Rakovica. W 2011 roku liczyła 51 mieszkańców.